# 이미도 (번역가)
이미도(李美道, 1961년 8월 14일 ~ )는 대한민국의 영화 번역가이다. 주로 할리우드 영화의 영어대사를 한국어 자막으로 번역하였으며 1993년부터 18년간 450편의 외화를 번역했다.

## 생애
서울에서 태어났으며 미군 통역관이자 도서관 사서였던 아버지를 통해 영어를 배웠다. 그의 이름 '미도(美道)'도 미국으로 향하는 길의 의미로 아버지가 지어 준 것이다. 1988년 공군사관후보생 83기로 임관하여공군 영어교육장교로 복무하면서 공군교육사령부 영어교육대대에서 해외파견요원에게 영어를 지도했다.

영어 교육 겸 군비디오 자료 번역일을 하였던 것이 번역가의 길로 접어드는 계기가 되었다.

## 학력
- 공군사관후보생 83기 임관
- 한국외국어대학교 스웨덴어학과 졸업
- 미국 일리노이주립대학교 광고커뮤니케이션학 중퇴

## 저서
- 《이미도의 등 푸른 활어영어》, 디자인하우스, 2004.11
- 《영화백개사전 영어백과사전》, 물고기도서관, 2006.12
- 《별책 블로그》, 물고기도서관, 2006.12
- 《나의 영어는 영화관에서 시작됐다》, 웅진지식하우스, 2008.01
- 《이미도의 영단어 타이틀매치》, 뉴런, 2009.03
- 《이미도의 영어 상여관》, 진명출판사, 2009.08
- 《이미도의 아이스크림 천재영문법1,2,3》, 파우스트, 2009.11 ~
- 《이미도의 영어 선물》, 웅진지식하우스, 2010.03
- 《똑똑한 식스팩》, 디자인하우스, 2013.06

## 번역 영화
- 《세가지 색: 블루》
- 《캐리비안의 해적: 블랙 펄의 저주》
- 《쿵푸팬더》
- 《반지의 제왕》
- 《센과 치히로의 행방불명》
- 《인생은 아름다워》
- 《뷰티풀 마인드》
- 《슈렉》
- 《인디펜던스 데이》
- 《아메리칸 뷰티》
- 《제리 맥과이어》
- 《피스메이커》
- 《시카고》
- 《더록》
- 《식스센스》
- 《영웅》